# Wulfeniopsis
Wulfeniopsis je  maleni biljni rod iz porodice Plantaginaceae. Sastoji se od dvije vrste azijskih trajnica raširenih od Afganistana do Nepala Gaertn.. Rod je smješten u tribus Veroniceae.

## Etimologija
Ime roda dano je u čast Franza Xavera von Wulfena (1728–1805) , austrijskog botaničara, zoologa, mineraloga, alpinista i isusovačkog svećenika, koji je 1779. otkrio tipičnu vrstu roda Wulfenia, W. carinthiaca.

## Opis
Rod je opisan 1980. kako bi se u njega smjestila W. amherstiana porijeklom iz Zapadne Himalaje, koje očito više nisu srodne mediteranskim vrstama roda Wulfenia. Nakon pomne usporedbe primjeraka s ova dva mjesta i pregledavanja njihovih peludnih zrnaca stečen je dojam da je razlika između biljaka koje rastu u blizini Mediterana i onih na Himalaji tolika da ih više ne treba stavljati u isti rod. Stoga je bilo potrebno W. amherstianu opisati kao novi i zaseban rod (koji vje nazvan Wulfeniopsis). Vjenčić mu nije s dvije usne, već s četiri (ne pet) režnja, lancetast, ušiljen i uspravan (nije raširen). Stigma je vrlo mala, nije 2-režnjevita. Peludna zrnca su puno manja, s užim kolpijima i bez opni, a eksini su im glatki (ne mrežasti). Njegov broj kromosoma je 2n = 16 (ne 18). 

## Vrste
1. Wulfeniopsis amherstiana (Benth.) D.Y.Hong;
2. Wulfeniopsis nepalensis (T.Yamaz.) D.Y.Hong; nepalski endem